# Горна Марикова
Горна Марикова (словац. Horná Mariková) — село, громада округу Поважська Бистриця, Тренчинський край. Кадастрова площа громади — 47.56 км².
Населення 574 особи (станом на 31 грудня 2021 року).

## Історія
Горна Марикова згадується 1321 року.

## Населення
| Рік:            | 1994. | 2004.    | 2014.    | 2024.   |
| --------------- | ----- | -------- | -------- | ------- |
| Кількість осіб: | 908   | 757      | 613      | 583     |
| Різниця:        |       | -16,62 % | -19,02 % | -4,89 % |

| Рік:            | 2023. | 2024.   |
| --------------- | ----- | ------- |
| Кількість осіб: | 574   | 583     |
| Різниця:        |       | +1,56 % |